# Pelissoo
Pelissoo är en sumpmark i Estland. Den ligger i landskapet Saaremaa (Ösel), i den västra delen av landet, 170 km sydväst om huvudstaden Tallinn. Pelissoo ligger på ön Ösel.